# كفر الكوادي
قرية كفر الكوادي هي إحدى القرى التابعة لمركز مطاي بمحافظة المنيا في جمهورية مصر العربية. حسب إحصاءات سنة 2006، بلغ إجمالي السكان في كفر الكوادي 5053 نسمة، منهم 2593 رجلا و2460 امرأة.